# 한산초등학교 두억분교
한산초등학교 두억분교는 경상남도 통영시 한산면 두억리 311에 있었던 분교이다.

## 연혁
- 1961년 11월 24일 설립인가
- 1962년 3월 1일 두억국민학교 개교
- 1984년 9월 24일 병설유치원 개원
- 1996년 3월 1일 두억초등학교로 개칭
- 1997년 2월 21일 제35회 졸업식(누계 1256명)
- 1997년 3월 1일 한산초등학교 두억분교로 격하
- 2003년 3월 1일 폐교